# Municipi de Tsàrevo
El municipi de Tsàrevo (búlgar: Община Царево) és un municipi búlgar pertanyent a la província de Burgàs, amb capital a la ciutat homònima. Es troba a la punta sud-est de la província, a la costa de la mar Negra, fent frontera amb Turquia.
L'any 2013 tenia 9.453 habitants, Aproximadament dos terceres parts de la població municipal viu a la capital.

## Localitats
El municipi es compon de les següents localitats:
| - Ahtopol - Balgari - Brodilovo - Fazanovo - Izgrev - Kondolovo - Kosti | - Lozenets - Rezovo - Sinemorets - Tsàrevo - Varvara - Velika |